# 小豆沢公園

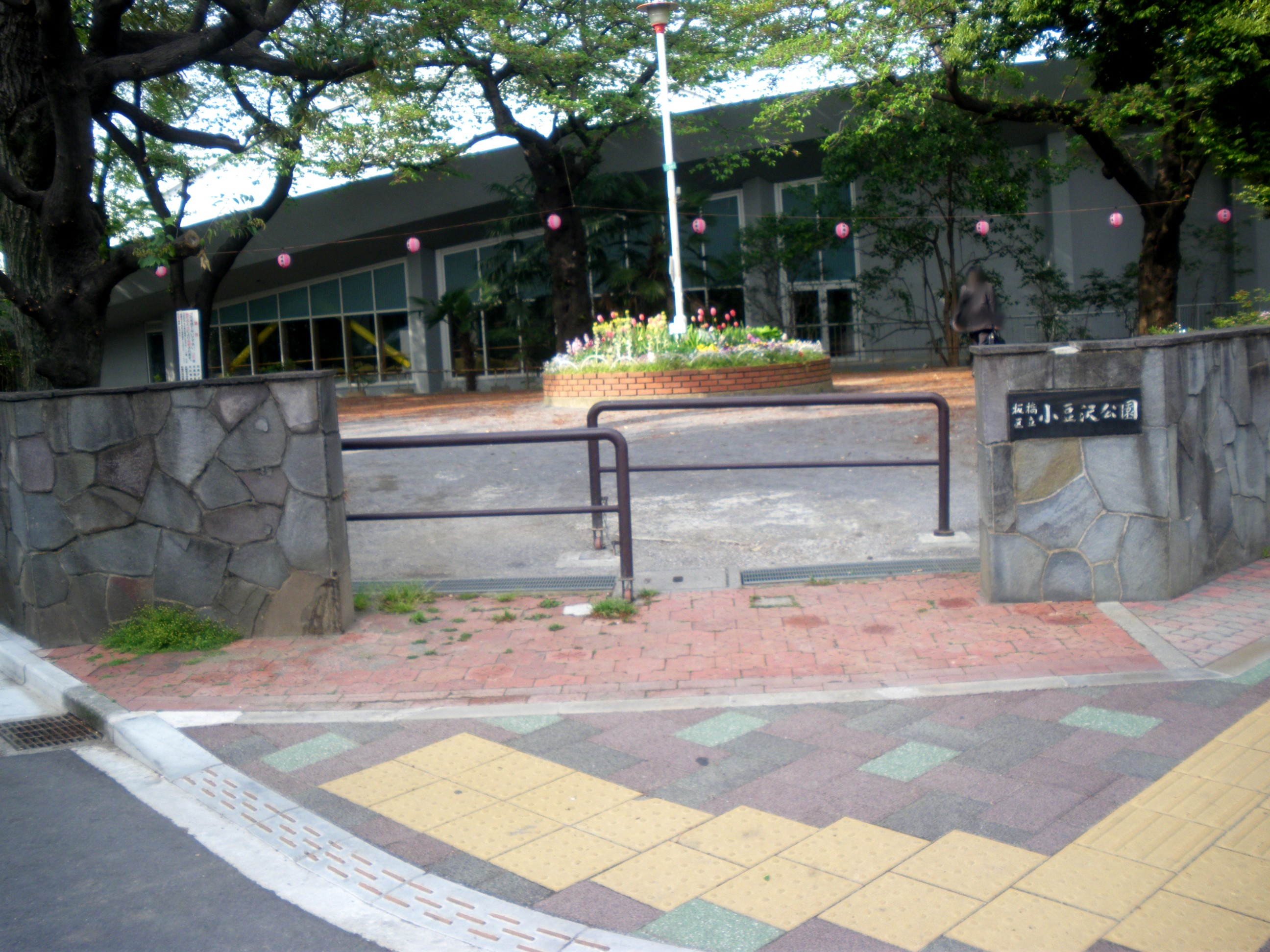
小豆沢公園の入口と小豆沢体育館

小豆沢公園（あずさわこうえん）は､東京都板橋区小豆沢にある区立の公園である｡
2020年7月24日に開設された。
この公園は2020年東京オリンピックに合わせる形で開設、リニューアルした。
ここは元々はじゃぶじゃぶ池といて運営されていた。
公園内には各種スポーツ施設が設置されており、それらが集中するエリアに対しては「あずさわスポーツフィールド」という名称が付されている。
いろいろな遊具があり、西側には小豆沢野球場がある。北側には山があり人気が高く小豆沢プールや小豆沢体育館といった体験型のものも数多くあり完成度が高い。
アクティビティ
小豆沢ループ（陸上競技）、テニスコート、遊具、プール（別館）、バスケットコート、バスケットコート（別館。大会などの使用ケース有）、柔道場（別館）等

## 施設
以下、出典は区のウェブサイト。
- あずさわループ（ランニングコース）
- 多目的広場
- テニスコート
- 芝生広場